# Пуэрто-риканский меланерпес
Пуэрто-риканский меланерпес (лат. Melanerpes portoricensis) — вид птиц из семейства дятловых, эндемик островов Пуэрто-Рико и Вьекес (Большие Антильские острова) в Карибском море. Это единственный представитель семейства, гнездящийся на данной территории (ещё один вид, желтобрюхий дятел-сосун, прилетает только на зимовку). Образ жизни и повадки схожи с таковыми у североамериканского красноголового меланерпеса, однако при отсутствии конкурентов выбор корма и способы его добывания у эндемика значительно шире, чем у его северного родственника.

## Описание

### Внешний вид
Один из двух дятлов, представленных в Пуэрто-Рико (второй — желтобрюхий дятел-сосун, встречается только зимой). Длина около 22 см, масса 45—72 г. Клюв достаточно длинный, долотообразный, широкий в основании и слегка изогнутый книзу на вершине. Лоб, уздечка и узкое кольцо вокруг глаз беловатые, надхвостье и верхние рулевые чисто-белые, остальной верх чёрный с синим металлическим отливом (на первостепенных маховых и хвосте блеск выражен слабее). Крайние рулевые иногда имеют белые вершины, испод крыла так же белый. Нижняя половина тела окрашена различно у самца и самки. Щёки, подбородок, горло, а также грудь и средняя часть брюха самца имеют насыщенный малиново-красный цвет, бока и нижние рулевые в светлый серовато-коричневый. Вокруг шеи на границе с грудью развита чёрная полоса, более широкая на боках. Самки в целом окрашены более скромно: там, где у самца на голове и груди ярко-красные тона, у самки буровато-коричневые с небольшим оттенком красного, область распространения красного на брюхе заметно уже и светлее. У отдельных особей брюхо имеет скорее оранжево-жёлтый оттенок, нежели чем красный. В дополнение самки мельче самцов и имеют пропорционально более короткий клюв.

### Голос
Достаточно общительная птица, обладает широком набором издаваемых звуков. Наиболее часто издаёт серию резких криков «уик…уик…уик», которая чем дальше, тем становится всё громче и быстрее. Авторы называют сигнал, напоминающий кудахтанье домашней курицы, мяукающий крик и резкое раскатистое «гурр…гурр». Барабанная дробь звучит редко и выражена слабее, чем у других видов.

## Распространение и места обитания
Эндемик Больших Антильских островов Пуэрто-Рико и Вьекес. Селится почти повсеместно от 0 до примерно 1000 м над уровнем моря, в том числе в манграх, влажных и сезонных тропических лесах, вторичных, болотных лесах, на плантациях кофе, кокоса и сосны карибской (Pinus caribaea), в городских садах и парках. Плотность поселений в тенистых кофейных плантациях выше, чем во вторичных лесах на вулканических породах, в сезонном лесу на территории муниципалитета Гуаника встречается чаще, чем во влажном тропическом лесу на склонах горы Эль-Юнке .

## Питание
Всеяден, около 2/3 объёма кормов приходится на животные корма. Из них преобладают личинки жуков-ксилофагов, муравьи и уховёртки. Также ловит кузнечиков, стрекоз, пауков и других членистоногих, улиток, земляных червей, иногда лягушек коки, гекконов и ящериц из семейства Dactyloidae. Из растительных кормов употребляет в пищу семена и сочные плоды различных растений, в том числе инжира, цекропии щитовидной, шеффлеры Schefflera morototoni, Miconia spp., Psychotria spp.
Особи обоего пола добывают корм на стволах и ветках деревьев, причём в гнездовой период самцы обычно кормятся на нижней половине растения, а самки на верхней. В любом случае, птицы почти не поднимаются выше 17 м над поверхностью земли. В поисках добычи отщипывают кусочки коры, высматривают или зондируют трещины клювом. Добывание пищи с помощью обоняния больше встречается у самцов, а с помощью зрения у самок. «Мухоловковый» и «ласточковый» способы добывания корма, характерные для некоторых других меланерпесов (в частности, для краснолицего), у пуэрто-риканского вида не развит. Дятлы этого вида устойчивых стай не образуют, предпочитая кормиться в одиночку или семейными парами. Зимой изредка можно встретить разрозненные группы из не более, чем 10 особей.

## Размножение
Пуэрто-риканский меланерпес территориален только в период размножения. Гнездится в дупле, которое выщипывает самостоятельно в стволе мёртвого, изредка ещё живого дерева (излюбленные породы — кокосовая пальма, миндаль, сосна карибская) или столба на высоте 3,5—6 м от поверхности земли. По наблюдениям за дятлами на кофейных плантациях, дятел приступает к долблению дупла в январе и откладывает яйца в апреле. Кладка состоит из четырёх или пяти яиц размером (20,9—24,6)х(16,2—19,1) и массой около 4,4 г. Насиживают и выкармливают потомство обе птицы пары. Сроки насиживания и оперения не задокументированы, но по некоторым наблюдениям, лётные птенцы появляются в мае или июле.

## Галерея

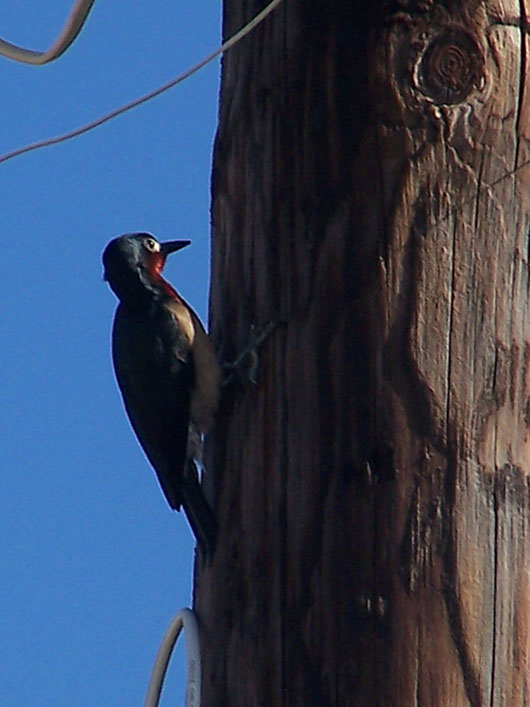
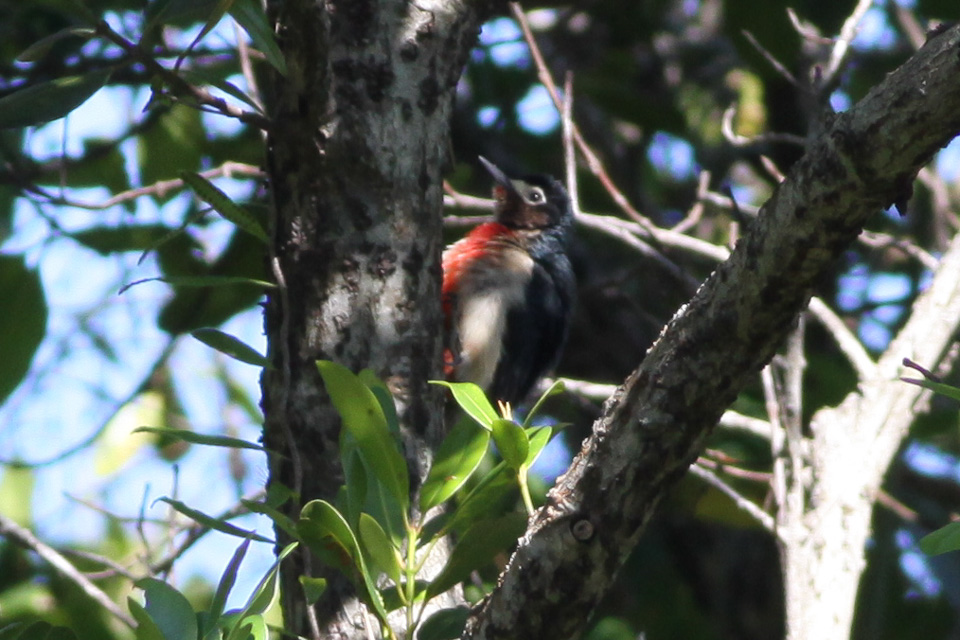
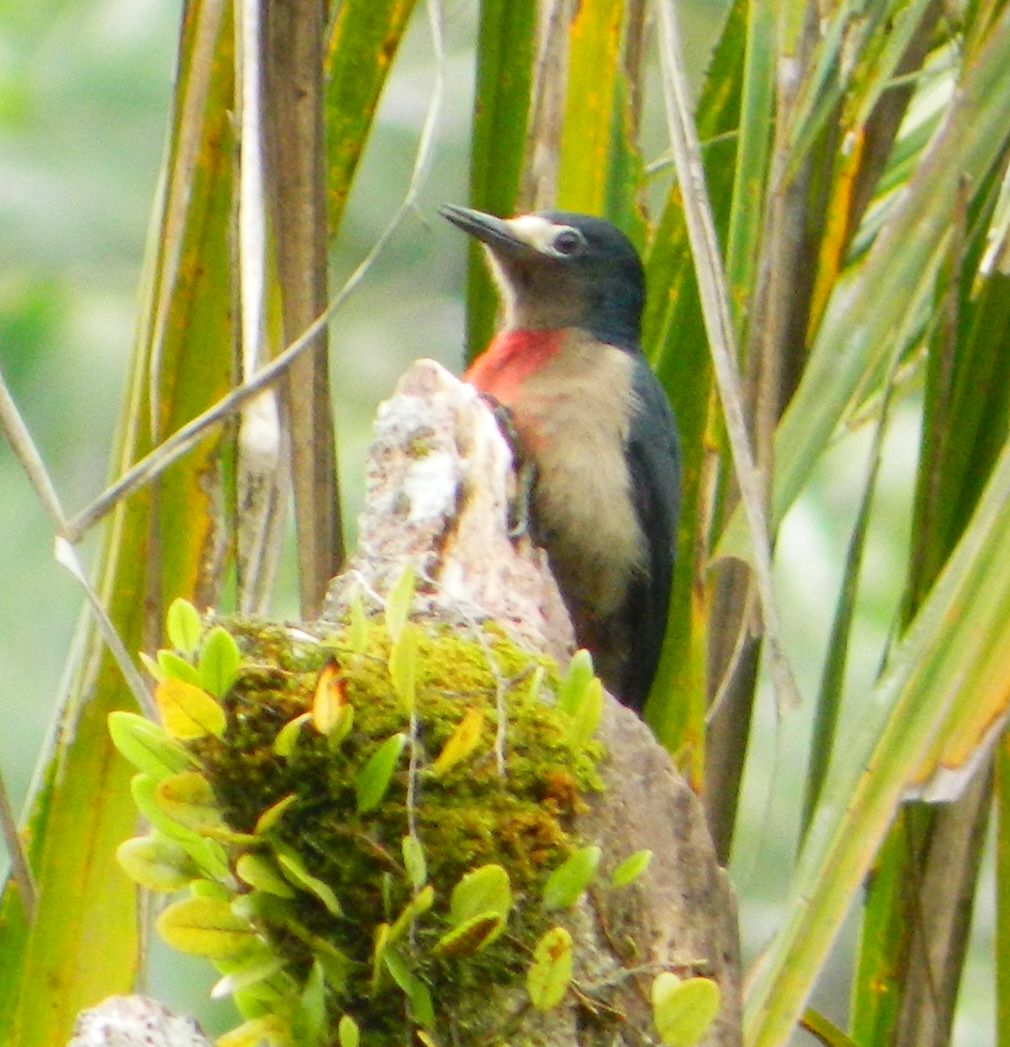